# 저팔계 (날아라 슈퍼보드)
저팔계는 날아라 슈퍼보드의 등장인물이고, 성우는 노민, 이장원 (성우)가 맡았다.

## 소개
처음에는 마을의 못된 존재였으나 지금은 삼장법사 일행과 함께 악을 물리치는 정의의 돼지가 되었다. 예쁜 여자만 보면 정신을 못 차리고 일행들 중 항상 먹을 것만 찾는 식탐을 보인다. 미스터 손을 형님으로 모시고 있으며 '~하셔'등 특유의 말투로 인기가 많았다. 참고로 저팔계의 '~하셔'는 성우 노민 씨의 애드리브였다고 한다. 무기는 바주카포로 중간에 무기강화로 산도 일격에 날려버리는 엄청난 바주카포를 만들지만 크기가 무지막지하게 크고 무게도 무거워서 그냥 버렸다. 3기 4~13회 방영분에서는 약장수로 나온다. 미스터 손과 성격이 닮아 제멋대로이며 돼지이면서도 자신을 돼지라고 부르는 것을 싫어한다. 다만, 저팔계 자신이 위급할 때 '돼지 살려!'라고 외치기는 한다. 4기 방영분부터는 다기능으로 발사되는 바주카포를 무기로 사용한다.(냉동탄, 기절탄, 화염탄, 묶음탄, 연막탄 등) 이슬공주를 짝사랑하고 있으며 결혼생각을 많이 하고 이슬공주를 위해서 무슨 일이든지 하고 싶은 적극적인 마음. 5기 방영분부터는 로켓 카운터펀치도 사용한다.
날아라 슈퍼보드에서는 저팔계가 '~하셔'라는 익살스러운 말투를 가진 것으로 묘사된다. 그리고 원작 서유기와 마찬가지로 여자를 밝히고 먹을 것과 탐욕에 눈이 먼 인물로 나온다. 미스터 손, 사오정의 모습이 많은 만화와 다른 작품 등에서 변화하지만 저팔계의 경우, 돈, 여자, 재물을 밝히는 못된 돼지라는 묘사는 거의 바뀌지 않았다. 바주카포로 괴물 요괴들을 한방에 보내는 등 여러 가지 활약을 많이 보였다.
마귀들의 총반격 에피소드에서 사오정에게 미스터 손이 죽어서 슈퍼보드를 주겠다고 거짓말을 한다. 바주카포로 그리노치아가 먹을 녹색 식물을 불태워버리고 댐을 부숴버려 진공마왕이 물과 부하마귀들을 먹게 유도하는 활약을 한다. 진공마왕이 과식으로 움직이지 못하자 바주카포로 가격하려는 순간 삼장법사의 저지에 그만뒀다.
게임의 여왕 에피스드에서 돼지갈비 뜯기 대회장에서 상대방에 고기가 더 크다고 상대방 것까지 총 44개를 먹어치우지만 "뭐가 이러셔 간에 기별이 안 가셔 소한마리를 통째로 가져오셔"라고 더 먹겠다고한다. 우승 소감에는 "점심 시간은 언제셔"라고 말하는 대단한 식탐을 선보였다. 준 우승에서 장애물들을 모두 피하고 바주카포로 모두 파괴하지만, 아쉽게도 골앞에서 지뢰 함정에 걸린다.
적이라 하더라도 예쁜 여자한테는 상당히 관대하다.
3기에서는 약장수가 되어 떠도는 신세가 되었으며 음식으로 미스터 손을 꼬득여서 데리고 다닌다. 이 와중에 만난 소녀 검객 파링과 친하게 지내게 되고 결국 파링과의 사이에서 자식을 갖게 된다.